# Gabriel Moore
Gabriel Moore (Stokes megye, 1785. január 1. – Texas, 1844. augusztus 6.) az Amerikai Egyesült Államok Alabama államának szenátora.